# Le Serpent d'airain (Rubens)
Le Serpent d'airain est un tableau de Pierre Paul Rubens, datant probablement d'entre 1635 et 1640. Il est conservé à la National Gallery de Londres. 

## Thème
La toile représente une scène de l'Ancien Testament. Les Israélites, coupables de paroles contre Dieu et Moïse, sont punis par l'envoi de serpents venimeux destinés à tuer les pécheurs. Moïse, cependant, pris de pitié et repentant de son accès de colère, forge un serpent de bronze (Nehushtan) : quiconque, mordu par des serpents venimeux, peut être sauvé en le regardant.
Le tableau semble inclure des travaux de ses élèves, qui se sont peut-être inspiré d'un modello de Rubens lui-même, l'artiste travaillant le résultat final.

## Source de traduction
- (en) Cet article est partiellement ou en totalité issu de l’article de Wikipédia en anglais intitulé « The Brazen Serpent (Rubens) » (voir la liste des auteurs).